# کی‌کلاک
کی‌کلاک (به انگلیسی: Keycloak) یک محصول نرم‌افزار منبع باز است که امکان ورود به سیستم را با مدیریت هویت و دسترسی با هدف برنامه‌ها و خدمات مدرن فراهم می‌کند. تا تاریخ مارس ۲۰۱۸ این پروژه انجمن WildFly تحت نظارت Red Hat است که از آن به عنوان پروژه بالادستی برای محصول RH-SSO یا سامانه احراز هویت رد هت استفاده می‌کند.

## تاریخ
اولین نسخه تولیدی Keycloak در سپتامبر ۲۰۱۴ بود که توسعه آن حدود یک سال زودتر آغاز شده بود. در سال 2016 Red Hat محصول RH SSO را از مبتنی بر چارچوب PicketLink به مبتنی بر پروژه بالادستی Keycloak تغییر داد. این به دنبال ادغام پایگاه کد PicketLink در Keycloak بود.
اکنون تا حدودی Keycloak را می‌توان جایگزینی برای محصول منبع باز Red Hat JBoss SSO که قبلاً توسط PicketLink جایگزین شده بود در نظر گرفت. تا تاریخ مارس ۲۰۱۸ JBoss.org زیر سایت قدیمی jbosssso را به وب سایت Keycloak هدایت می‌کند. نام JBoss یک علامت تجاری ثبت شده‌است و Red Hat نام پروژه‌های منبع باز بالادستی خود را برای جلوگیری از استفاده از JBoss منتقل کرد، JBoss AS به Wildfly که یک نمونه شناخته شده تر است.

## امکانات
ویژگی‌های Keycloak عبارتند از:
- ثبت نام کاربر
- ورود به سیستم اجتماعی
- ورود به سیستم / sign-off در همه برنامه‌های متعلق به یک حوزه
- احراز هویت دو مرحله ای
- ادغام LDAP
- کارگزار Kerberos
- چند اجاره ای با پوسته قابل تنظیم در هر قلمرو

## اجزاء
دو جزء اصلی Keycloak وجود دارد:
- سرور Keycloak، از جمله API و رابط گرافیکی.
- آداپتور برنامه Keycloak: مجموعه ای از کتابخانه‌ها برای فراخوانی سرور.[۵]